# 마쓰하시 유안
마쓰하시 유안(일본어: 松橋 優安, 2001년 10월 27일~)는 일본의 축구 선수이다.

## 구단 경력
그는 2020년 J2리그의 도쿄 베르디에 입단했다. 2021년 8월 SC 사가미하라로 임대 이적했다. 2021년후 J3리그에 강등했다. SC 사가미하라에서 37경기에 출전하여, 6득점을 넣었다. 2023년 J2리그의 레노파 야마구치 FC로 임대 이적했다. 2024년 J1리그의 도쿄 베르디로 복귀했다.